# Manschette (Technik)
Eine Manschette ist in der Regel eine Ummantelung zum Schutz, zur Stabilisierung, zur Abtrennung oder Vermessung eines Gegenstands oder eines Körperteils. Sie kann auch als Manschettendichtung zur Verbindung zwischen zwei Systemen zur Abdichtung dienen.

## Arten
Häufig kommt ein Klettverschluss und/oder dehnbare Materialien, z. B. Gummi, zum Einsatz. Manschetten können auch aufblasbar sein.

## Beispiele
- Schutz:         im Auto z. B. als Achsmanschette
- Stabilisierung: als Bandage am Knie
- Abtrennung:     Gummimanschette in der Waschmaschine
- Druckmessung:     Messen von arteriellem Druck mit Hilfe einer Blutdruckmanschette.
- Brandschutz: Bauteil aus im Brandfall aufquellenden Material, um Leitungsdurchdringungen durch Decken und Wände brandschutztechnisch abzuschotten[1]